# Miloš Jiránek

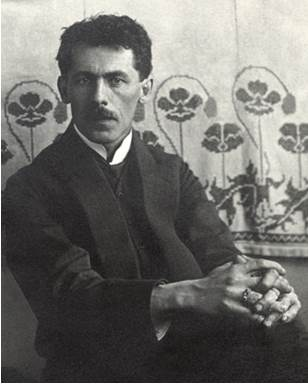
Miloš Jiránek um 1910

Miloš Jiránek, Pseudonym Václav Zedník (* 19. November 1875 in Luschetz an der Moldau, Bezirk Melnik; † 2. November 1911 in Prag), war ein tschechischer neoimpressionistischer Maler, Kunstkritiker, Autor und Übersetzer.

## Leben
Miloš Jiráneks Vater war ein protestantischer Gutsbesitzer. Die Mutter stammte aus einer reichen Bauersfamilie. Während seines Gymnasiumsbesuches in Prag wohnte Jiránek bei Jaroslav Vrchlický. Der sprachbegabte Gymnasiast durfte die gut sortierte Bibliothek des Hausherrn nutzen und las Autoren im Original. 1894 schrieb er sich an der Philosophischen Fakultät der Karls-Universität ein, wechselte aber bereits ein Jahr später in die Akademie der Bildenden Künste Prag zu Maxmilián Pirner. 1896 wurde Vojtěch Hynais sein Lehrer. 1897 trat Jiránek dem Prager Kunstverein Mánes bei. Der Verein gab seit 1896 die Zeitschrift Volné směry (etwa: Freie Fahrt) heraus. Jiránek schrieb ab 1899 für das Blatt. Für das Allgemeine Lexikon der Bildenden Künstler von der Antike bis zur Gegenwart verfasste er einen Eintrag zu František Bílek.
Im Februar 1900 reiste Jiránek über München und Triest nach Venedig. Im Herbst desselben Jahres besuchte er mit seinem Freund Arnošt Hofbauer (1869–1944), einem Prager Maler und Grafiker, die Pariser Weltausstellung. Jiránek begegnete Auguste Rodin und bahnte bei der Gelegenheit den Weg für die Ausstellung Rodinscher Werke 1902 in Prag. 1903 ging Jiránek für drei Jahre in die Slowakei und arbeitete dort an seinem Tatra-Zyklus.
1910 hatte Jiránek seine erste Ausstellung in der Galerie im „Topičův salon“ (Gründer: František Topič [1858–1941]) auf der Prager Nationalallee.
Im Jahr darauf starb Jiránek an tuberkulöser Meningitis. Begraben liegt er auf dem ersten der Prager Olšany Friedhöfe in der ersten Abteilung, Grab 85 (tschechisch Olšanské hřbitovy, I. obecný hřbitov, 1. oddělení, hrob 85).

## Familie
Jiránek heiratete 1905 Antonína Zedniková. Das Paar lebte einige Zeit auf dem Hradschin. Jiránek malte Ansichten der Prager Burg. Die Tochter Milada wurde 1911 geboren.

## Schriften (Auswahl)
- mit Vojtěch Preissig: Coloured etchings. Edward Preissig, New York 1906.
- Josef Manes. Mit einem Einführungstext von Miloš Jiránek, Volných Smĕru, Prag 1905 (tschechisch, archive.org).
- Antonín Slavíček. Výbor z jeho díla. Manes, Prag 1910 (Antonín Slavíček. Auswahl aus dem Werk).
- Hanuš Schwaiger. Manes, Prag 1912 (tschechisch, archive.org).
- O českém malířství moderním. Z. Jeřábek, Prag 1934 (Über tschechische moderne Malerei).
- Literární dílo. F. Borový, Prag 1936 (Das literarische Werk).
- Die Moderne Galerie des Königreiches Böhmen. In: Čechische Revue. 2. Jahrgang, Grosman & Svoboda, Prag 1908, S. 161–167 (Textarchiv – Internet Archive).